# Старокиевская улица
 Старокиевская улица  — улица в Шевченковском районе на Шулявке, в Киеве, проходит от улицы Виктора Ярмолы до улицы Богдана Гаврилишина, также на улице находится Киевский завод автоматики имени Г. И. Петровского

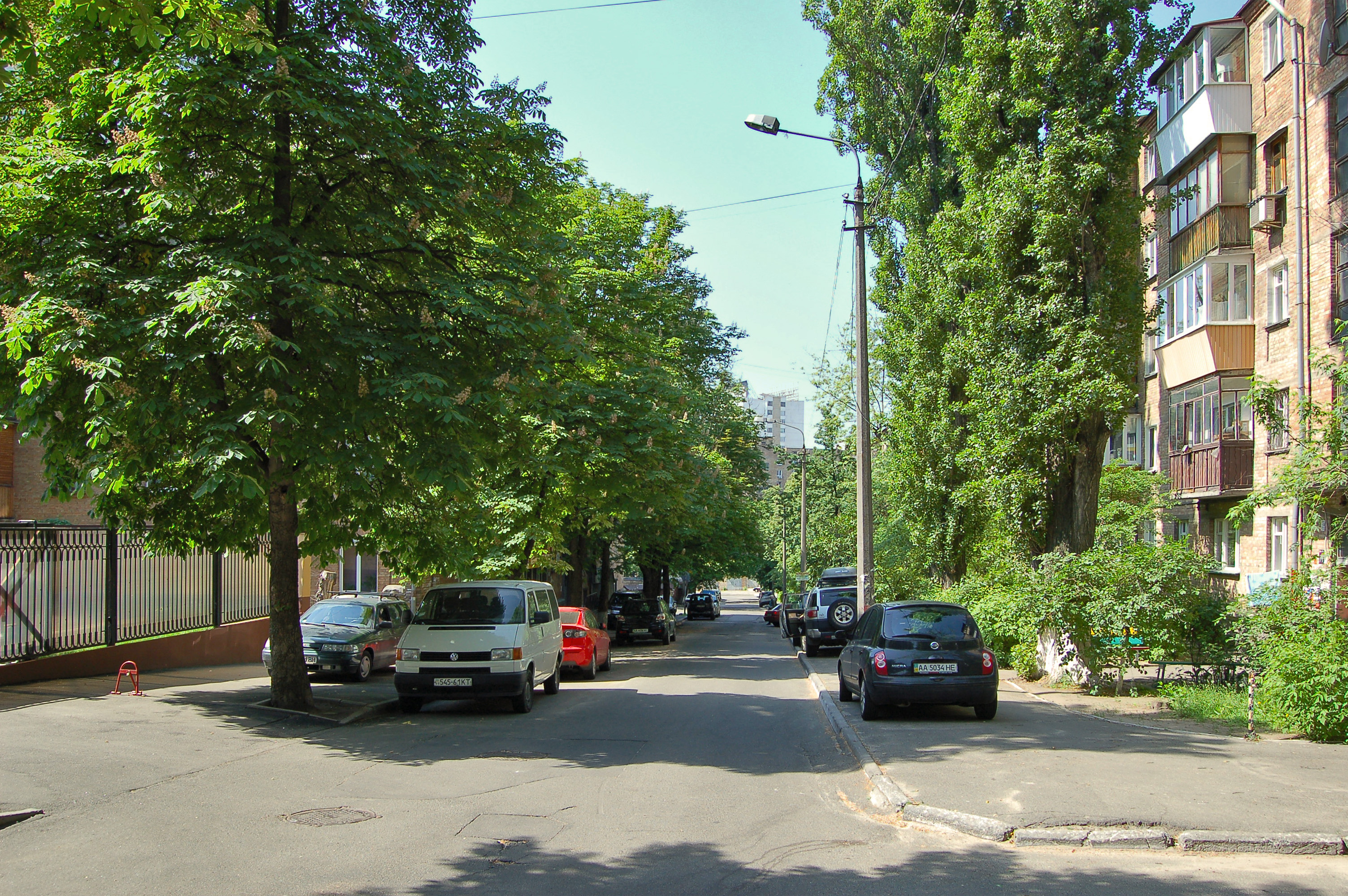
Старокиевская улица Киев 2012

## История
Возникла улица в конце 19-го века, в то время состояла из двух частей, Ханской и Всеволодовской улицы. Современное название получила в 1938 году, когда постановлением президием Киевского местного совета переименовали часть Киевских улиц, одной из них и была Ханская часть улицы, ставшая Старокиевской. А уже в 1952 Всеволодовскую часть присоединили к Старокиевской. В 50-х — 60-х годах Ханскую часть улицы ликвидировали, в связи со строительными работами, к ней присоединили Новолагерную улицу.

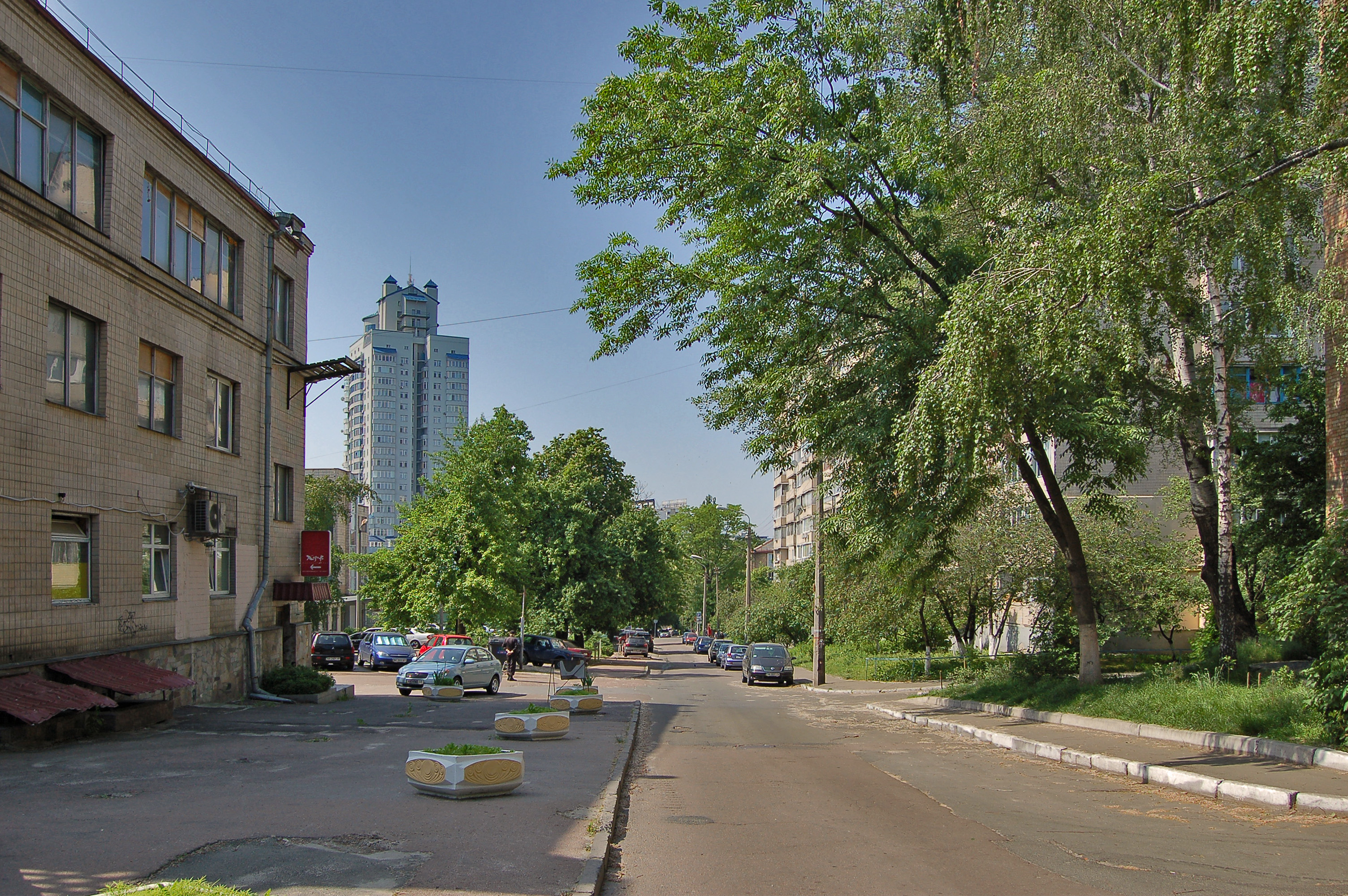
Старокиевская улица Киев 2012